# Équipe d'Égypte masculine de handball aux Jeux olympiques d'été de 2016
Cet article relate le parcours de l'Équipe d'Égypte de masculine handball lors des Jeux olympiques de 2016 organisé au Brésil. Il s'agit de la 6e participation de l'Égypte aux Jeux olympiques.
Cinquième de la Poule B, l'Égypte est éliminée dès la phase de groupe.

## Maillots
L'équipe d'Égypte porte pendant les Jeux de Rio de Janeiro un maillot confectionné par l'équipementier ?.
| Couleurs         | Rouge, blanc et noir |
| Marque           | ?                    |
| Maillot domicile | Maillot extérieur    |

## Matchs de préparation
L'équipe d'Égypte a disputé, les 22 et 24 juillet 2016, deux matchs de préparation à l’occasion de l'Eurotournoi à Strasbourg : le vendredi 22 juillet où la sélection égyptienne se fit battre par la France à l'occasion des demi-finales et se hisse en finale, le dimanche 24 juillet où l'Égypte est à nouveau battu par l'Allemagne et termine quatrième de la compétition.
| Équipe 1  | Résultat | Équipe 2 |
| --------- | -------- | -------- |
| France    | 30-26    | Égypte   |
| Allemagne | 30-27    | Égypte   |
| Argentine | 23-23    | Égypte   |
| Argentine | 25-23    | Égypte   |
| France    | 22-15    | Égypte   |

## Effectif
| Sélectionneur            | Sélectionneur        | Marwan Ragab             | Marwan Ragab | Marwan Ragab               |
| N°                       | Nom                  | Date de naissance et âge | Sél. (buts)  | Club                       |
| Gardiens de but          |                      |                          |              |                            |
| 72                       | Mahmoud Khalil       | 1er juin 1991            | 122 (0)      | El Jaish SC                |
| 88                       | Karim Handawy        | 1er mai 1988             | 256 (0)      | Al Ahly SC                 |
| Ailiers                  |                      |                          |              |                            |
| 15                       | Mohamed Amer         | 12 décembre 1987         | 150 (498)    | Al Ahly SC                 |
| 91                       | Mohammad Sanad       | 16 janvier 1991          | 120 (334)    | Komlói BSK                 |
| Arrières et Demi-centres |                      |                          |              |                            |
| 3                        | Mamdouh Abouebaid    | 1er janvier 1988         | 131 (397)    | Al Ahly SC                 |
| 9                        | Eslam Issa           | 2 juillet 1988           | 204 (617)    | Club africain              |
| 19                       | Mohamed El-Bassiouny | 10 juin 1990             | 110 (360)    | Sporting Club d'Alexandrie |
| 20                       | Mohamed Hashem       | 23 janvier 1988          | 210 (712)    | Aviation SC                |
| 66                       | Ahmed El-Ahmar       | 27 janvier 1984          | 397 (1351)   | Zamalek SC                 |
| 90                       | Ali Zein             | 14 décembre 1990         | 231 (703)    | Al-Jazira Club             |
| Pivot                    |                      |                          |              |                            |
| 8                        | Mahmoud Ramadan      | 7 mars 1984              | 305 (912)    | Al Ahly SC                 |
| 24                       | Ibrahim El-Masry     | 11 mars 1989             | 175 (423)    | Al Ahly SC                 |
| 25                       | Wisam Nawar          | 14 février 1990          | 99 (296)     | Sporting Club d'Alexandrie |
| 89                       | Mohamed Mamdouh      | 4 janvier 1989           | 210 (953)    | Zamalek SC                 |

## Résultats

### Qualifications
L'Équipe d'Égypte masculine de handball décroche son billet pour le tournoi olympiques à l'issue du Championnat d'Afrique des nations masculin de handball 2016 se déroulant en Égypte qu'il remporte.

### Résultats détaillés
Remarque : toutes les heures sont locales (UTC−3). En Europe (UTC+2), il faut donc ajouter 5 heures.
|   | Équipe    | Pts | J | G | N | P | Bp  | Bc  | Diff | Dép |
| - | --------- | --- | - | - | - | - | --- | --- | ---- | --- |
| 1 | Allemagne | 8   | 5 | 4 | 0 | 1 | 153 | 141 | 12   | +3  |
| 2 | Slovénie  | 8   | 5 | 4 | 0 | 1 | 137 | 126 | 11   | -3  |
| 3 | Brésil    | 5   | 5 | 2 | 1 | 2 | 141 | 150 | -9   | -   |
| 4 | Pologne   | 4   | 5 | 2 | 0 | 3 | 139 | 140 | -1   | -   |
| 5 | Égypte    | 3   | 5 | 1 | 1 | 3 | 129 | 143 | -14  | -   |
| 6 | Suède     | 2   | 5 | 1 | 0 | 4 | 132 | 131 | 1    | -   |

|  | Qualifié pour les quarts de finale                                                                                     |
|  | Éliminé |
|  | Pts points ; J joués ; G victoires ; N nuls ; P défaites BP buts marqués ; BC buts encaissés ; Diff différence de buts |

| 7 août 2016 21 h 50 | Slovénie | 27 - 26   | Égypte     | Future Arena, Rio de Janeiro Arbitrage : Pálsson, Elíasson |
| 7 août 2016 21 h 50 | Janc 8   | (15 - 15) | El-Ahmar 7 | Future Arena, Rio de Janeiro Arbitrage : Pálsson, Elíasson |
| 7 août 2016 21 h 50 | ×3 ×9    | Rapport   | ×4 ×5 ×1   | Future Arena, Rio de Janeiro Arbitrage : Pálsson, Elíasson |

| 9 août 2016 19 h 50 | Égypte  | 26 - 25   | Suède      | Future Arena, Rio de Janeiro Arbitrage : Mousaviyan, Kolahdouzan |
| 9 août 2016 19 h 50 | Sanad 7 | (12 - 13) | Petersen 5 | Future Arena, Rio de Janeiro Arbitrage : Mousaviyan, Kolahdouzan |
| 9 août 2016 19 h 50 | ×4 ×7   | Rapport   | ×3 ×8      | Future Arena, Rio de Janeiro Arbitrage : Mousaviyan, Kolahdouzan |

| 11 août 2016 11 h 30 | Pologne  | 33 - 25   | Égypte   | Future Arena, Rio de Janeiro Arbitrage : Santos, Fonseca |
| 11 août 2016 11 h 30 | Daszek 6 | (16 - 10) | Issa 6   | Future Arena, Rio de Janeiro Arbitrage : Santos, Fonseca |
| 11 août 2016 11 h 30 | ×4 ×7    | Rapport   | ×3 ×6 ×1 | Future Arena, Rio de Janeiro Arbitrage : Santos, Fonseca |

| 13 août 2016 16 h 40 | Égypte     | 27 - 27   | Brésil      | Future Arena, Rio de Janeiro Arbitrage : Lah, Sok |
| 13 août 2016 16 h 40 | El-Ahmar 9 | (15 - 13) | 4 joueurs 4 | Future Arena, Rio de Janeiro Arbitrage : Lah, Sok |
| 13 août 2016 16 h 40 | ×3 ×7      | Rapport   | ×4 ×2       | Future Arena, Rio de Janeiro Arbitrage : Lah, Sok |

| 15 août 2016 11 h 30 | Allemagne    | 31 - 25   | Égypte  | Future Arena, Rio de Janeiro Arbitrage : Hansen, Gjeding |
| 15 août 2016 11 h 30 | Gensheimer 7 | (15 - 12) | Sanad 7 | Future Arena, Rio de Janeiro Arbitrage : Hansen, Gjeding |
| 15 août 2016 11 h 30 | ×2 ×9        | Rapport   | ×1 ×3   | Future Arena, Rio de Janeiro Arbitrage : Hansen, Gjeding |